# Марти, Антони
Анто́ни Марти́ Пети́т (кат. Antoni Martí Petit; 30 июля 1963, Эскальдес-Энгордань — 6 ноября 2023, Эскальдес-Энгордань) — андоррский государственный и политический деятель. Глава правительства Андорры (12 мая 2011 — 23 марта 2015 и 1 апреля 2015 — 16 мая 2019).

## Биография
Родился 30 июля 1963 года в городе Эскальдес-Энгордань. Антони Марти Петит по образованию архитектор, окончил Тулузский университет.
Политической деятельностью начал заниматься в 1994 году, став членом Либеральной партии Андорры.
С 1994 по 2003 год избирался депутатом Генерального совета долин (парламента Андорры). С 2003 по 2011 год был мэром родного города Эскальдес-Энгордань.
В феврале 2011 года возглавил избирательный альянс «Демократы Андорры», его лидером он остался до 2019 года. На досрочных выборах 3 апреля 2011 года альянс получил абсолютное большинство мест в парламенте (53 % голосов), и 11 мая Марти Петит был избран новым председателем правительства Андорры. Основной тезис его предвыборной кампании — не допустить введения налога на прибыль.
После победы «Демократов для Андорры» (37 %) на выборах в марте 2015 года, переизбран на этот срок. Вступил в должность 1 апреля 2015 года. Ушёл в отставку 16 мая 2019 года.
Был женат, трое детей.
Скончался 6 ноября 2023 года в больнице Ностра Сеньора де Меритчель после остановки сердца в возрасте 60 лет. Правительство Андорры объявило двухдневный национальный траур. Государственные похороны состоялись 8 ноября в приходской церкви Святого Петра Мученика в Эскальдес-Энгордани, и на них председательствовал соправитель епископа Жоан Энрик Вивес-и-Сисилья.

## Награды
- Крест Семи Рук[кат.] (10 июля 2024 года, Андорра, посмертно)[9].